# Огнёв, Василий Иванович
Василий Иванович Огнёв (19 (31) декабря 1837 — 2 (14) июля 1884) — российский священник (протоиерей), преподаватель, духовный писатель, библиофил. Отец священника и адвоката, депутата I Государственной думы Николая Огнёва.
Образование получил в Вятской духовной семинарии и Казанской духовной академии (1862). Получив степень магистра богословия, стал преподавателем словесности в Пермской духовной семинарии, но вскоре был уволен из неё за «содействие вольнодумству». С 1873 года служил священником Вятской епархии: сначала в Вятке (в Александро-Невском кафедральном соборе, Предтеченской церкви), впоследствии в Казанско-Богородицком соборе в Орлове. Одновременно был сотрудником Вятского статистического комитета.
Написал несколько статей по истории и по материалам библиотеки Соловецкого монастыря книги «Несколько слов о происхождении раскола» («Православное Обозрение», 1861, книга II) и «Страницы из истории книги на Руси» (Вятка, 1880).